# MacKenzie Scott
MacKenzie Scott, nascuda MacKenzie Tuttle, i entre 1993 i 2019 MacKenzie Bezos (San Francisco, 7 d'abril de 1970) és una novel·lista i filantropa estatunidenca.
El juliol de 2020, la revista Forbes va considerar-la la 22a persona més rica del món, amb una fortuna estimada d'uns 36 mil milions de dòlars. El setembre de 2020 va ser nomenada la dona més rica del món, i el desembre de 2020, la seva fortuna es va estimar en uns 62 mil milions de dòlars.
El 2020, un any després del seu divorci de l'empresari Jeff Bezos, es va comprometre a donar la major part de la seva fortuna a causes benèfiques. El 2021 fou reconeguda per la revista Forbes al capdavant de la Llista de les 100 dones més poderoses del món. A nivell personal, també el 2021 es va casar amb un professor de l'institut dels seus fills.

## Obres
- The Testing of Luther Albright.  Fourth Estate, 2005. ISBN 978-0-00-719287-8.[6]
- Traps.  Knopf, 2013. ISBN 978-0-307-95973-7.[7]
- 116 Organizations Driving Change.  Medium, 2020.[8]
- 384 Ways to Help.  Medium, 2020.[9]
- Seeding by Ceding.  Medium, 2021.[10]